# Antoine Lafréry
Antoine Lafréry, ou Antonio Lafreri, Antoine du Pérac Lafréry, né à Orgelet ou Salins vers 1512 et mort à Rome en 1577, est un graveur, cartographe et éditeur francs-comtois établi à Rome vers 1540 (son activité y est confirmée en 1544).

## Biographie

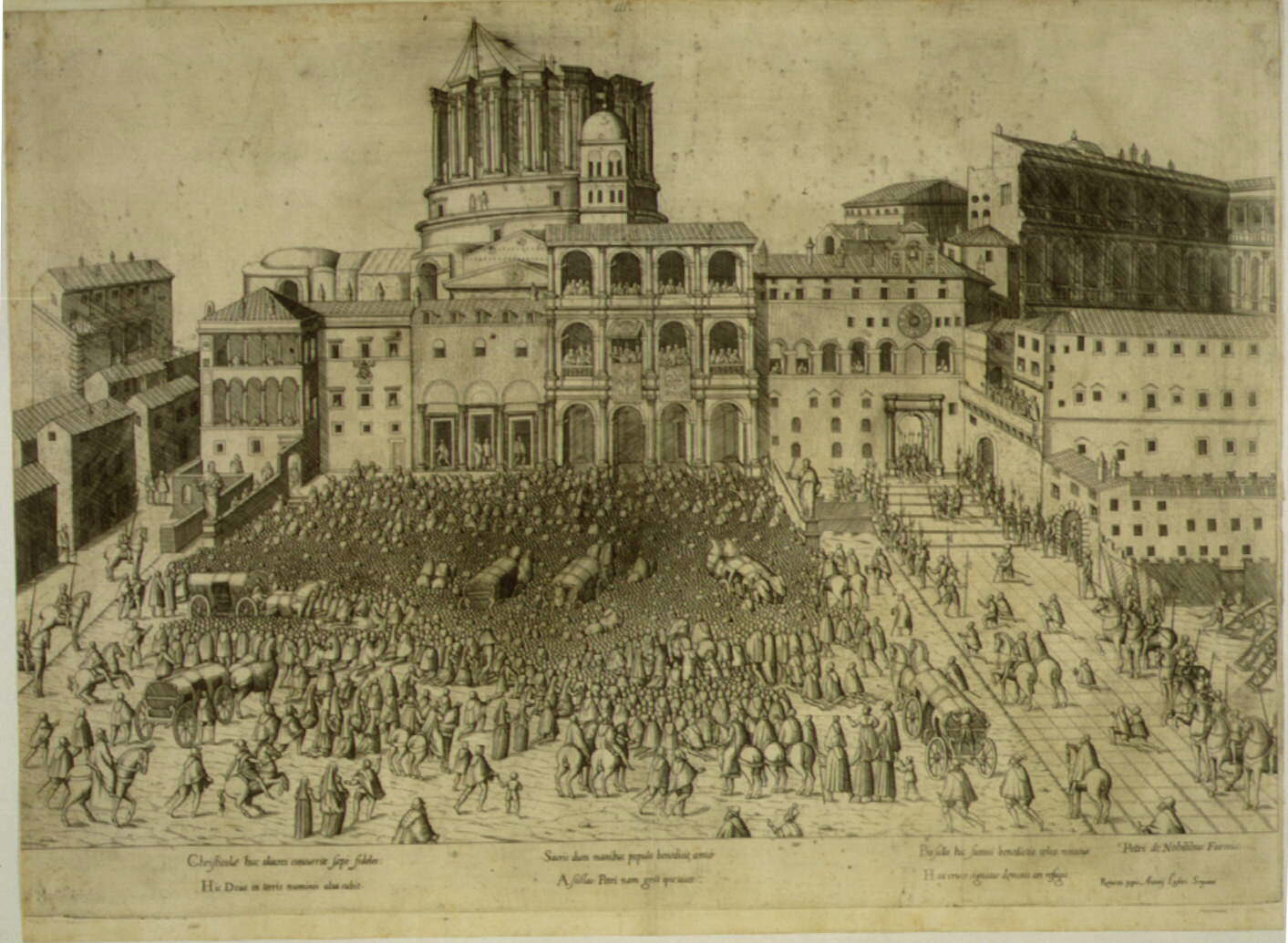
La Bénédiction papale à Saint-Pierre, gravure de Lafréry tirée du Speculum Romanae magnificentiae (1555).

D'origine française (il est né en Franche-Comté), Antoine Lafréry s'installe à Rome en 1540 en compagnie de son oncle Claude Duchet (mort à Rome en 1585), pour la vente de cartes de géographie et d'estampes dont la réputation s'étendit à toute l'Europe.
Il est certain qu'il retouchait la plupart des planches qu'il acquérait des artistes de son temps.
Pour l'Atlas, il a collaboré avec les plus importants cartographes italiens de l'époque : Giacomo Gastaldi, Battista Agnese, Antonio Salamanca, Francesco Camocio le Jeune, Donato Bertelli, Ferando Bertelli et Paolo Forlani.
Il est mort à Rome en 1577.

## Œuvres
- 1544 : Naissance d'Adonis, d'après Salviati[Lequel ?].
- 1553 : Un sacrifice appelé Suovetaurilia, Rome, Grand in-folio.
- 1554-1573 : Speculum romanæ Magnificentiæ, recueil d'antiquités, (une collection de 200 gravures de Rome, organisée en trois volumes), composé de 118 planches. C'est l'ouvrage le plus considérable de son fonds

Son œuvre la plus importante est l'« Atlas de Lafréry », publié à Rome en 1570, l'une des premières collection de cartes imprimées, ayant la figure d'Atlas soutenant le monde sur le frontispice. 
- Jupiter foudroyant les Géants, d'après un dessin attribué à Raphaël, on croit aussi que la gravure n'est pas de lui mais de Jean Jacques Caraglio (vers 1500-1565).
- 1566 : les Reproductions de la Ville de Naples (cit. Palais Miradois), datée de 1566, sont exposées au Musée de San Martino à Naples.
- 1566 : Illustrium jurisconsularum Icones quœ inveniri potuerunt ad vivam effigiem expressæ ex musæo Marci Mantuœ Benavidii Patav.
- 1569 : Onuphrii Panvinii XXVII pontificum maximorum elogia et imagines, in-folio.
- 1570 : Effigies XXIV Romanorum imperatorum et illustrium virorum , in-folio.
- 1571 : il existe un inventaire ou catalogue des estampes publiées par Lafréry, Rome, in-4°.
- Bas-relief d'un Arc de Triomphe de Trajan à Rome, gravure, 27 x 45 cm, Gray, musée Baron-Martin.

En 2014, la bibliothèque de Bavière a acheté auprès d'un collectionneur privé l'Atlas de Lafréry pour 1,4 million d'euros.